# Altorricón
Altorricón (Altorricó, en dialecto local, y el Torricó en catalán)es un municipio y población de España, perteneciente a la Comarca de la Litera, al este de la provincia de Huesca, comunidad autónoma de Aragón, a 90,4 km de Huesca. Tiene un área de 32 km² con una población de 1472 habitantes (INE 2024) y una densidad de 44,38 hab/km². El código postal es 22540.

## Toponimia
Del latín "turris" (torre).

## Historia
Los llanos de la parte inferior de la Comarca de la Litera han estado ocupados por el hombre prehistórico desde hace más de 100.000 años y las piezas líticas, encontradas en varias partidas rurales de Altorricón, constituyen parte del patrimonio arqueológico más antiguo de Aragón.
Bajo su propio núcleo urbano han aparecido restos neolíticos con una antigüedad de unos 4500 años, y de la Edad del Bronce, así como abundante cerámica ya de época medieval.

### Edad Contemporánea
La historia de Altorricón ha estado vinculada a la de Tamarite, hasta su segregación de aquella villa a mediados de la década de 1930. El considerable aumento de la población de Altorricón –en 1930 ya contaba con 904 habitantes– y el deseo expreso de la mayoría de sus habitantes hizo posible que se solicitara la segregación del Ayuntamiento de Tamarite de Litera, la cual fue aceptada por su consistorio, siendo desde el 7 de julio de 1932 Ayuntamiento de nueva creación, segregado del de Tamarite de Litera.
Así empezó Altorricón su nueva andadura. Tenía Ayuntamiento propio aunque carecía de término municipal, por lo que el 3 de julio de 1933 se formó la Comisión de Deslinde de su término. A pesar de las disposiciones legales y de las ordenanzas emanadas desde el Gobierno Civil, la Comisión de Deslinde no consiguió efectuar su cometido de forma satisfactoria hasta el 2 de abril de 1935, por la falta de acuerdos concretos con el Ayuntamiento de Tamarite de Litera, el cual veía reducir de forma considerable su propio término municipal. Desde ese día histórico, el municipio de Altorricón consiguió su plenitud como tal, dado que a la constitución como Ayuntamiento propio se le sumaba algo tan inherente a él como imprescindible, un propio término sobre el cual efectuar su jurisdicción.

## Economía
Sus principales fuentes de riqueza son la agricultura y la ganadería.

### Evolución de la deuda viva municipal
| Gráfica de evolución de Deuda viva del Ayuntamiento de Altorricón entre 2008 y 2019                                |
| |
| Deuda viva del Ayuntamiento de Altorricón en miles de Euros según datos del Ministerio de Hacienda y Ad. Públicas. |

## Administración y política
| Período   | Alcalde                     | Partido |  |
| --------- | --------------------------- | ------- |  |
| 1979-1983 | Francisco Lumbierres Dalmau | UCD     |  |
| 1983-1987 | Jaime Blanch Casanovas      | PSOE    |  |
| 1987-1991 | Salvador Plana Marsal       | PSOE    |  |
| 1991-1995 | Salvador Plana Marsal       | PSOE    |  |
| 1995-1999 | Salvador Plana Marsal       | PSOE    |  |
| 1999-2003 | Salvador Plana Marsal       | PSOE    |  |
| 2003-2007 | Salvador Plana Marsal       | PSOE    |  |
| 2007-2011 | Salvador Plana Marsal       | PSOE    |  |
| 2011-2015 | Salvador Plana Marsal       | PSOE    |  |
| 2015-2019 | David Alonso Plana          | PSOE    |  |
| 2019-2023 | Susana Ramón Purroy         | PSOE    |  |
| 2023-2027 | Susana Ramón Purroy         | PSOE    |  |

| Partido político    | Partido político                                   | 2003   | 2007   | 2011   | 2015   | 2019   | 2023   |
| Partido político    | Partido político                                   | Ediles | Ediles | Ediles | Ediles | Ediles | Ediles |
|                     | Partido de los Socialistas de Aragón (PSOE-Aragón) | 8      | 6      | 6      | 6      | 5      | 6      |
|                     | Partido Popular de Aragón (PP)                     | —      | 2      | 3      | 3      | 3      | 3      |
|                     | Partido Aragonés (PAR)                             | 1      | 1      | —      | —      | 1      | —      |
| Total de concejales | Total de concejales                                | 9      | 9      | 9      | 9      | 9      | 9      |

## Demografía
Altorricón cuenta con una población de 1472 habitantes (INE 2024).
| Gráfica de evolución demográfica de Altorricón entre 1940 y 2021 |
| |
| Población de derecho según los censos de población del INE Población de hecho según los censos de población del INEEntre el censo de 1940 y el anterior, aparece este municipio porque se segrega del municipio 22225 (Tamarite de Litera) |

## Monumentos y lugares de interés

### Monumentos religiosos
- Iglesia de San Bartolomé, románica, fines del siglo XII.

### Yacimientos arqueológicos
- Útiles paleolíticos en las graveras de San Bartolomé.
- Poblados ibéricos de Tosal Gros y Torre Claret.

## Fiestas
- San Blas, 3 de febrero.
- San Bartolomé, 24 de agosto.
- 20 de octubre